# ショッカー怪人 (テレビシリーズ)
- 仮面ライダーシリーズ
  - 仮面ライダー > ショッカー > ショッカー怪人 > ショッカー怪人 (テレビシリーズ)
  - 仮面ライダーシリーズ登場怪人一覧 > 仮面ライダーシリーズ第1期登場怪人一覧 > ショッカー怪人 > ショッカー怪人 (テレビシリーズ)

ショッカー怪人 (テレビシリーズ)では、仮面ライダーシリーズの様々な作品に登場するショッカー怪人のうち、特撮テレビ番組『仮面ライダー』に登場するものを列挙する。

## 概要
『仮面ライダー』テレビシリーズの各話に新規怪人が登場する。
怪人たちは改造を受けてショッカーに忠実な操り人形となっているが、中には自ら望んで改造を受けた者も存在する。全世界の人間の全データがインプットされたショッカー・コンピュータによって主に必要に応じた優秀な人材や改造人間に適した素材を選出し、その中でも特に優秀な能力を持つ者だけが改造人間になると同時に、各支部と作戦の陣頭指揮を任される幹部格の栄誉を与えられる。当初は知力や体力が並外れた人間が改造されていたが、後にそれらが特に優れているわけではない一般市民が改造された例もある。
多くの怪人は、ショッカーのマークをかたどったエンブレム付きのベルトを着用している。ベルトがない怪人も少数ながら存在するが、再登場する際にはベルトを着用する場合がある。第67話のギリザメス以降、金色のエンブレム付きの白いベルト・ゴールドショッカーベルトを着用している対仮面ライダー用特殊能力を備えた強化怪人が登場するようになった。
最初期の怪人は仮面ライダーに倒されると溶解して死体が消失していたが、それ以外の多くの怪人は死と同時に爆発して完全に粉砕される。これは、機密保持のためにベルトのバックル部に仕込まれた自爆装置が作動するからとされている。ただし、中には倒されても死なず人間の姿に戻ったうえ、脳改造の影響から解放された者もいる。
怪人は戦闘員を引き連れることはあっても、複数の怪人同士で徒党を組むことはあまりない。これは、怪人が油断せずに本来の能力を完全に発揮できたなら、単独でも仮面ライダーを打倒できるはずだからである。しかし、地獄大使編後半に入ると、シードラゴンやウニドグマの任務に見られる怪人の量産や改造人間の大量製造計画により、戦力の補充を画策したりするようになった。
なお、怪人1体あたりの製造コストは、時間にして1週間、金額換算でジャンボジェット機1台相当かかるという。

### 再生怪人
改造人間は第10話でコブラ男が蘇生されて以来何度か同一の怪人が登場し、大規模な作戦には複数投入されることもある。これらについては再生手術や呪術などで実際に生き返る場面があったりするものの、同一個体ではなく新たに作られた同型の怪人と解釈される場合もある。こうした「再生怪人」は初登場時ほど活躍せず短時間で敗退することが多いが、過去の映像を視聴する手段のない本放送当時の児童にとっては、怪人の再登場自体が喜ばしいことだった。番組側での扱いは低く、スチール写真の存在しないものも多い。

### デザイン・造型
ショッカー怪人のデザインは、エキスプロダクションの三上陸男や高橋章が主に担当した。原作者である石森章太郎によるデザイン原案が存在しているものもあるが、石森が多忙であったことから描かれたのは最初期のみに留まった。
当時、怪獣の着ぐるみの造型は、針金で起こした人型にウレタンスポンジを巻いていく方法が主流だったが、三上は限られた予算と時間の中で作業を間に合わせるため、耐久性が低く現場では避けられがちだったタイツを素材に採用し、生地の上に直接装飾を施していくことにした。タイツはスーツアクターの体形を明瞭に反映するうえ、初期のマスクはスーツアクターの目が露出していたことから、人間らしさを強烈に打ち出し、怪獣とは違う「怪人」という概念を確立させた。方向性を模索していた第2クールでは、全身を覆う造形やブーツではなく足を造形したものなど怪獣的なフォルムを取り入れていたが、高視聴率を維持するようになってからは巨大怪獣ものとの差別化を明確にし、第3クール（ゾル大佐編）以降は人間的なフォルムに回帰している。第5クール（地獄大使編）以降では、造形とスーツアクターの目の位置をずらしたものや左右非対称なデザインが多くなっている。このデザインについて、高橋は動物の「らしさ」を拡大解釈し、何が武器になるか、何が面白いかということを考え、色については子供が夢中になるような派手な色使いにしたと述べている。
ベルトのデザインはチャンピオンベルトをイメージしている。高橋は、ベルトの造型は当時エキスプロに参加していた彫刻家の池田宗弘によるものであると証言している。初期はバックルがFRP製であったが、後に激しいアクションに耐えられるようラテックス製が用いられた。
美術予算は1話あたり約6万円であったのに対し、怪人は武器なども含めて1体あたり約8万円用意されており、高橋は「怪人に関しては余裕があった」と述べている。
ショッカーのアジト内部は、毎回メインとなる怪人のモチーフとなった動物が高橋によって壁面に描き下ろされていた。時間がないことから図面は用意せず、ぶっつけ本番で描いていたという。

### 制作関連
放送当時、石森プロが怪人のデータを取りまとめた『資料・仮面ライダー』が出版社や玩具企業などに配布され、書籍や仮面ライダースナック付属の仮面ライダーカードなどの情報源として用いられた。この資料は映像ではなく台本を元に制作されたため、映像作品の内容とは異なる記述が多く存在している。「吸血蝙蝠男」や「死神カメレオン」など映像と異なる名称や別名・肩書きもこれに記されている。
番組の人気上昇に伴い、番組途中から参加した出版社や玩具メーカーを対象とした「怪人撮影会」が催されるようになった。これにより、旧1号編の怪人と戦う仮面ライダー2号や本編以上の複数の怪人と同時に戦う仮面ライダーなど、本編の特写とは異なる独自の図版が関連書籍やカードなどに用いられたが、第3クール末ごろからは石森プロや講談社が本編スチールを撮影するようになったため、縮小されていった。

## 各怪人の詳細

### 旧1号編
『仮面ライダー』第1話から第13話に初登場した怪人。
個別項目
- 蜘蛛男 - 第1話に登場。
- 蝙蝠男 - 第2話に登場。
- 蜂女 - 第8話に登場。
- コブラ男 - 第9話に登場。
  - 改造コブラ男 - 第10話に登場。

#### さそり男
第3話・第13話・映画『仮面ライダー対ショッカー』に登場。
サソリをモチーフとする改造人間。本郷猛の親友にしてオートバイレーサーとしてのライバルでもある早瀬五郎が本郷への対抗心からショッカーに拉致されるも自ら志願して改造された。第3話冒頭のナレーションではさそり人間とも呼ばれている。
尾から人体を溶かす毒液を噴射する人喰いサソリを操る。左手のハサミは設定では強化筋肉をも破壊する電磁バサミとなっているが、劇中では能力を示す明確な描写はない。また、頭部の尾から噴射する毒液や右手から放つ毒針も武器とされるが、劇中では未使用である。
改造手術を終え、性能テストとしてショッカーの強制労働者たちを人喰いサソリで殺害した後、大首領の命により逃げ延びた強制労働者の伊藤老人を囮に千葉県の長浜におびき出す。本郷の抹殺を図るM1号作戦に従事する。伊藤を救出した本郷たちのもとに早瀬の姿で駆けつけて味方を装い、ルリ子を誘拐した戦闘員を本郷とともにバイクで追うが、アジトに乗り込んだところで正体を明かす。親友との戦いに躊躇する本郷に対して戦闘員との連携攻撃で襲いかかるが、最後はライダーシザースで岩に叩きつけられ、赤い液体となって消滅する。
第11話では、ゲバコンドルのアジトに肖像画が飾られている。
第13話では、再生怪人軍団の1体として登場する。蝙蝠男と共に東洋原子力研究所を襲撃して守衛を殺害するが、バーリヤに阻まれて撤退する。
映画『仮面ライダー対ショッカー』では、死神博士に率いられた再生怪人軍団の1体として登場。地獄谷で珠美と方程式の交換を行う死神博士を援護すべく出現するが、大道寺に変装した本郷が死神博士を拘束した際、命と引き換えにした死神博士の命令で全員戦うことなく撤退する。
第5話から第13話までのオープニング映像にも登場している。
- 演（早瀬五郎） - 渚健二[出典 8]
- 声 - 池水通洋[31]（第3話）、水島晋（第13話）[32]、梶哲也（映画）[37]
- スーツアクター - 佐野房信[出典 9]
- さそり男の存在は、『仮面ライダー』の企画案『クロスファイヤー』の時点でショッカーの改造人間案として挙げられていた[39]。
- デザインは、頭部と四肢が三上陸男、胴体が高橋章によるものである[12][40]。三上によるデザインの怪人では唯一画稿が現存している[12]。デザイン画では、頭部のハサミ状の部位がサソリの尾のように伸びて武器として使用するというギミック案が描かれていた[18]。石ノ森章太郎による検討用デザインでは大きな尾を持つサソリの形状を人間に組み合わせたような姿であったが、造形の都合などから変更された[出典 10]。
- 第3話を監督した竹本弘一は、戦闘シーンでコマ落としや逆再生などを駆使して非人間的な動きを表現した[出典 11]。
- さそり男に関連するキャラクター
  - テレビ『仮面ライダーゴースト』に登場するガンマイザー・ブレードは、武器系ガンマイザーのモチーフで、『仮面ライダー』の初期怪人の中でまだ使われていなかったのがさそり男であったことから、サソリとなった[45]。
  - 映画『シン・仮面ライダー』およびそのスピンオフ漫画『真の安らぎはこの世になく -シン・仮面ライダー SHOCKER SIDE-』に登場する人間とサソリの合成オーグメント・サソリオーグ（演 - 長澤まさみ[46]）は、VGプラスのウェブメディア「VirtualGorilla+」においてさそり男のリメイクと分析されている[47]。ただし、原典と違ってこちらは女性であり[47]、変身後の顔も変身前の右半分が露出している[48]。なお、長澤は特殊メイクに興奮して演じていた[49]ほか、出演部分の撮影は3日間[注釈 8]で完了したという[47]。

##### 『お昼のショッカーさん』に登場するさそり男
『お昼のショッカーさん』第42話で初登場。さそりの特性を備えた怪人と紹介される。
第42話「さそり男」では、ショッカーが作ったさそりを操ることができるとされ、さそりだけでなくザリガニやカニも操ることができることが明かされた。サッカーボールやバスケットボールで、さそりたちを特訓していた。第43話「サソリ」では、サソリに様々なことを学ばせていることが明かされた（詳しくは#サソリを参照）。

##### その他の作品に登場するさそり男
- 映画『仮面ライダー×スーパー戦隊 スーパーヒーロー大戦』では、大ショッカーの怪人として登場。
- 映画『仮面ライダー×スーパー戦隊×宇宙刑事 スーパーヒーロー大戦Z』では、スペースショッカーのスペース蜘蛛男軍に所属する怪人として登場。
- 映画『平成ライダー対昭和ライダー 仮面ライダー大戦 feat.スーパー戦隊』では、地下帝国バダンの怪人として登場。
- 小説『KIKAIDER00』では、スカルマン（旧1号）が戦う怪人のイメージとして登場。
- 小説『S.I.C. HERO SAGA MASKED RIDER DEN-O EDITION -1971年4月3日-』では、ネガタロスが構想する「ネガタロス軍団（決）」のメンバーとして登場。構想のみで戦闘シーンはない。
- OVA『仮面ライダーSD 怪奇!?クモ男』では、作品冒頭に怪人製造機を巡ってバトルライダーズと対決。仮面ライダーや大幹部（八鬼衆）がSD化して描かれる中、1人だけ頭身が異なる形で登場。声は江川央生。
- ゲーム『スーパー特撮大戦2001』では、ショッカーの怪人として登場するが、ゲルショッカーやデストロン出現後も登場。
- パチンコ『仮面ライダーフルスロットル』では、闇の1号に変身する素体として登場[50]。
- 絵本『ぼく、仮面ライダーになる! フォーゼ編』では、主人公のライダーカードを奪おうとする。サソリ男が巨大化した姿巨大サソリ男も登場。主人公や仮面ライダーフォーゼなどの活躍によって倒される。
- 漫画『新 仮面ライダーSPIRITS』の過去編では、死神博士の命令を受けて『仮面ライダー』第13話の時点で一文字隼人の捕獲を担当していたことが明かされているほか、本郷から早瀬への思いも描かれている。

##### サソリ
『お昼のショッカーさん』第42話「さそり男」・第43話「サソリ」に登場するさそり男が操っているサソリ。
第42話「さそり男」では、カニやザリガニとともに、サッカーボールやバスケットボールを使って特訓していた。
第43話「サソリ」では、人間ピラミッドや輪くぐり、電子マネーでの支払いやゴミの分別もでき、車も購入したことが明かされた。

#### サラセニアン
第4話・第13話・第27話・映画『仮面ライダー対ショッカー』に登場。
サラセニアをモチーフとする改造人間。シリーズ初の植物怪人である。第4話オープニングクレジットでの役名は人喰いサラセニアン。第4話劇中では大首領からサラセニア人間と呼ばれており、劇中でサラセニアンと呼ばれたのは第27話が最初である。言葉を話さず唸り声のみをあげる。
身体の蔓は10mも伸び、これを鞭として戦う。また抱きかかえた相手を体内に吸収する能力も持つ。
人体実験用の人材の拉致のために、食虫植物キングサラセニアに変身して向ヶ丘遊園の熱帯植物園に潜んでいる。大首領の命令により本郷猛に捕らえられた戦闘員No.3を処刑するが、仮面ライダーと戦いライダーキックで倒され、地中に緑色の液体となって消える。
第11話ではゲバコンドルのアジトに肖像画が飾られている。
第13話では、トカゲロンに率いられた再生怪人軍団の1体として登場。
第27話では、ショッカースクールの教官役として登場。ムカデラスを追う仮面ライダー2号を妨害する。その後、ムカデラスやゲバコンドルとともに2号と戦うが、ライダー返しで倒される。
映画『仮面ライダー対ショッカー』では、死神博士に率いられた再生怪人軍団の1体として登場。初代と異なり、ショッカーベルトを腰に巻いている。地獄谷で珠美と方程式の交換を行う死神博士を援護すべく出現するが、大道寺に変装した本郷が死神博士を拘束した際、命と引き換えにした死神博士の命令で全員戦うことなく撤退する。その後、キノコモルグ・ドクダリアン・トリカブトという他の植物怪人と共に登場。1号と2号のダブルライダーにトリカブトと激突させられ、その後画面には登場していない。
第5話から第13話までのオープニング映像にも登場している。
- 声 - 梶哲也[出典 19][注釈 10]、大野剣友会（第13話・映画）[32]
- スーツアクター - 中村文弥[出典 20][注釈 11]
- デザインは高橋章が担当[40]。モチーフはサラセニアだが、図鑑にも載ってなく、実物もなかったため、創作で描いたという[40]。
- 第4話準備稿では、女性にサラセニアの繊維でつくったヘアピースを配り誘拐するという展開であった[23]。
- 第27話の脚本では2号と戦う描写はなかった[58]。
- その他の作品に登場するサラセニアン
  - 小説『KIKAIDER00』では、スカルマン（旧1号）が戦う怪人のイメージとして登場。
  - ゲーム『ガイアセイバー ヒーロー最大の作戦』では、ショッカーの怪人として登場。第1話・第2話・第3話・第5話・第6話に登場。ヒマラヤ・カッパドキア・パリなど世界のフィールドでも登場する。
  - 絵本『ぼく、仮面ライダーになる! ウィザード編』では、蔦で人々を攻撃する。
  - テレビゲーム『仮面ライダー 正義の系譜』では、邪眼の力により復活し、発電所内で仮面ライダー2号と戦う。選定理由は、デザイン的にアレンジのしがいのある怪人だったため[59]。
  - 漫画『新 仮面ライダーSPIRITS』の過去編では、死神博士の命令で、『仮面ライダー』第13話の時点で一文字隼人の捕獲をおこなっていたことが明かされる。現代編では、東京湾のショッカー基地に登場。

#### かまきり男
第5話・第13話に登場。
カマキリをモチーフとする改造人間。左手が鎌になっており、鎖鎌も武器とする。
東京の地下に小型核爆弾かまきりの卵を仕掛け巨大地震を発生させる「人工地震作戦」に従事しており、計画に協力させる中央地震研究所の地震予知学会学員で地震学者の雨宮ちか子を誘拐する。ちか子を脅して幼馴染の本郷猛を呼び出させ、本郷を地下に閉じ込めて分銅型時限爆弾で爆殺しようとするが、爆風によって変身して難を逃れた本郷に、ちか子を奪い返される。しかし、洗脳済みのちか子を再び連れ去り、作戦を仕上げさせる。追ってきた仮面ライダーを執拗に襲うがアジトに乗り込まれ、かまきりの卵の起爆装置を作動させようとしたところをライダーキックで倒され、糸のようになって消滅する。
第13話では、トカゲロンに率いられた再生怪人軍団の1体として登場。
第5話から第13話までのオープニング映像にも登場している。
映画『仮面ライダー対ショッカー』では、予告編にのみ登場。体が黄色くなっている。
- 声 - 辻村真人[66]（第5話）、大野剣友会（第13話）[32]
  - 声を担当した辻村真人は、台本には呻き声ばかりで台詞が書かれておらず、役者にやらせなくてもよいのではないかと、マネージャーに苦言を呈したという[68]。
- スーツアクター - 中村文弥[出典 28]
- 造形では右手が普通の手、左手が鎌に造形された[40]。
- かまきり男の存在は『仮面ライダー』の企画案『クロスファイヤー』の時点でショッカーの改造人間案として挙げられていた[39]。
- その他の作品に登場するかまきり男
  - 小説『KIKAIDER00』では、スカルマン（旧1号）が戦う怪人のイメージとして登場。
  - ゲーム『ロストヒーローズ』では、アジト・キューブで登場。
  - 漫画『新 仮面ライダーSPIRITS』の過去編では、死神博士の命令で、第13話の時点で一文字隼人の捕獲をおこなっていたことが明かされる。
  - 絵本『ぼく、仮面ライダーになる! 鎧武編』では、ショッカー戦闘員を率いて次々と人々を攫う。
- 『仮面ライダーカブト』に登場する怪人セクティオワームは、デザインした韮沢靖がかまきり男まんまのデザインとしている[70][71]。

#### 死神カメレオン
第6話-第7話・第13話・映画『仮面ライダー対ショッカー』に登場。
カメレオンをモチーフとする改造人間。第6話-第7話のオープニングクレジットでの役名および劇中での呼称はカメレオン男であるが、石森プロが制作した資料では死神カメレオンと設定しており、児童書や仮面ライダースナック付属のカードなどこちらで表記される場合が多い。
保護色により姿を消す能力を持つ。長く鋭く伸びる舌を武器とし、大阪での戦いでは剣も用いる。設定では角から神経ガスを噴射するとされるが、劇中では未使用である。
元日本海軍少佐の砂田が隠し持つナチスの鉄箱を狙う。砂田を襲い、砂田の娘ユキの病室に隠されたナチスの鉄箱の在処を記した地図を奪おうとしたところを本郷猛に妨害されて退散し、地図をもとにナチスの鉄箱を発見した本郷を戦闘員に襲わせるが、失敗する。その後、タクシー運転手に化けて本郷とルリ子を捕らえた隙に、本郷が預けた城南大学からナチスの鉄箱を奪取し、トラックで琵琶湖のアジトへ移動する。戦闘員に扮してアジトに潜入した本郷をライダー殺しの罠にかけるが、鉄箱が偽物だと判明し大首領の命により本郷を解放することとなり、大首領が本郷に本物の在処を喋らせるが、本郷は砂田とともに逃走する。本郷が鉄箱を預けた阪神工業大学から鉄箱を奪うが中身はすでに抜かれていたため、立花藤兵衛と緑川ルリ子を人質に本郷をエキスポランドに呼び出し、鉄箱に隠されていたナチスの財宝の隠し場所を記した地図を奪う。ハインリッヒ博士とともに地図に記された場所を掘り起こすが、その中には仮面ライダーが隠れており、ナチスの財宝がすでに仮面ライダーによって太平洋の底へ処分されたことを知らされ、ライダーキックとライダーチョップの連続攻撃で砕け倒される。
第13話では、再生怪人軍団の1体として登場する。蜘蛛男と共に野本健を誘拐する。
映画『仮面ライダー対ショッカー』では、死神博士に率いられた再生怪人軍団の1体として登場。ここではカメレオンと名乗っている。地獄谷で珠美と方程式の交換を行う死神博士を援護すべく出現するが、大道寺に変装した本郷が死神博士を拘束した際、命と引き換えにした死神博士の命令で全員戦うことなく撤退する。
- 声 - 沢りつお（第6話・第7話）、中村文弥（第13話）[32]、鈴木利秋（映画）[32]
- スーツアクター - 岡田勝[出典 38]

##### 漫画『お昼のショッカーさん』でのカメレオン男
カメレオン男の名前で登場。テレビアニメでの声優は蒼井翔太。
第14話「透明」では、透明になる能力を披露するが、ボールが当たりたんこぶが出来てしまい、そこだけ透明になってなかったことから戦闘員に笑われてしまう。
第18話「ババ抜き」では、ショッカー戦闘員たちとトランプのババ抜きで遊ぶ。戦闘員たちがあがっていき、ショッカー戦闘員の1人と一騎討ちになった際には、どちらのカードがババ（ジョーカー）かどうか顔（体色）に出る（紫になる）という特性を見せた。

##### その他の作品に登場する死神カメレオン
- ゲーム『ザ・グレイトバトルIII』では、魔術師の姿で登場。変身魔法などを使用。
- 小説『KIKAIDER00』では、スカルマン（旧1号）が戦う怪人のイメージとして登場。
- 絵本『ぼく、仮面ライダーになる! ドライブ編』では、ゴンちゃん（主人公と同じ幼稚園の園児）などを攫う。
- 漫画『新 仮面ライダーSPIRITS』の過去編では、死神博士の命令で、第13話の時点で一文字隼人の捕獲をおこなっていたことが明かされる。現代編では、東京湾のショッカー基地でも登場している。
- 漫画『仮面ライダー11戦記』では、ガイストの再生強化怪人として登場。カメレオンファントマや奇っ械人カメレオーンとともに、ブラック将軍（ヒルカメレオン）率いるカメレオン軍団の一員として登場。Oシグナルに反応しないなどの強化をされていたが、シートのへこみにより発見されスカイライダーと仮面ライダー2号に倒される[84]。

##### 死神カメレオンをモチーフとするキャラクター
- テレビ『仮面ライダー龍騎』に登場する仮面ライダーベルデは、死神カメレオンをモチーフにしている[85][86]。
- テレビ『仮面ライダーフォーゼ』に登場するカメレオン・ゾディアーツは、死神カメレオンを意識して描かれている[87][88]。
- 漫画『仮面ライダーSPIRITS』に登場するカメレオンロイドは、死神カメレオンの要素が含まれている[89]。

#### ゲバコンドル
第11話・第13話・第27話に登場。
コンドルをモチーフとする改造人間。若い女の生き血を栄養源としている。
仮面ライダーに倒された怪人たちの長所を集めて造られており、ライダーキックに耐える強靭な体と、仮面ライダーを圧倒する格闘能力を持つ。両脇の羽根を用いて時速200キロメートルで飛行することができる。設定では竜巻を起こすこともできるとされる。教会にアジトを構えており、戦闘員らが結婚式をあげた花嫁を誘拐している。
戦闘員たちが集めた若い花嫁の生き血を戦闘員の一人がゲバコンドルの口に注ぎ完成し、性能テストでその能力を披露する。結婚式をあげたばかりの滝和也夫妻を襲撃し、助けに現れた仮面ライダーを返り討ちに遭わせる。その後は各地で若い女性を次々と襲っていたが、立花藤兵衛と緑川ルリ子の偽装結婚式におびき出され、再び現れた仮面ライダーと戦いサイクロンクラッシャーで倒され、平らになって爆発し、身体がちぎれる。
第13話では、トカゲロンに率いられた再生怪人軍団の1体として登場。
第27話では、ショッカースクールの教官役として登場。ムカデラスを追う仮面ライダー2号を妨害する。その後、ムカデラスやサラセニアンとともに2号と戦うが、ライダーキックで倒される。
映画『仮面ライダー対ショッカー』では、死神博士に率いられた再生怪人の1体として登場。地獄谷で珠美と方程式の交換を行う死神博士を援護すべく出現するが、大道寺に変装した本郷が死神博士を拘束した際、命と引き換えにした死神博士の命令で全員戦うことなく撤退する。脚本では飛行怪人の1体として蝙蝠男と共に仮面ライダーと戦う描写が存在したが、映像ではプラノドンとギルガラスに変更された。
第2・第3クールのオープニング・エンディング映像にも登場している。
- 声 - 谷津勲（第11話・ノンクレジット）[出典 45][注釈 24]
- スーツアクター - 佐野房信[出典 46]
- 頭部のデザインは高橋章が担当[40]。首から下は他の人物によるもので、その二つを合わせたものとなっている[40]。デザインは吸血怪人という設定から吸血鬼のような牙が設けられ、コンドルをモチーフとした怪人であるがくちばしを持たないなど鳥の特徴は少ない[18]。
- 第11話の脚本を担当した長石多可男は、名前は「ゲバ棒」や「内ゲバ」[注釈 25]に由来し、「◯◯男」というネーミングパターンを変えたかったと述べている[98][60]。
- 第27話の脚本では2号と戦う描写はなかった[58]。
- 映画『ゴーゴー仮面ライダー』の宣伝素材として、ベルトをつけていない状態のスチールが存在する[58]。
- その他の作品に登場するゲバコンドル
  - 山田ゴロ版漫画『仮面ライダー』では、『テレビランド』1978年11月号掲載の「戦えWライダー!!」に登場[99]。テレビと違い、2号誕生後の敵で2号の片腕を破壊する活躍やゲバタツマキなどの技をみせる。
  - 漫画『新 仮面ライダーSPIRITS』の過去編では、死神博士の命令で、第13話の時点で一文字隼人の捕獲をおこなっていたことが明かされる。現代編では、東京湾のショッカー基地で登場する。
  - 小説『KIKAIDER00』では、スカルマン（旧1号）が戦う怪人のイメージとして登場。
  - ゲーム『スーパー特撮大戦2001』では、ショッカーの怪人として登場するが、ゲルショッカーやデストロン出現後も登場。
- 関連するキャラクター
  - 映画『仮面ライダー1号』に登場するバッファル（怪人態）は、ゲバコンドルをモチーフとしている[100]。ゲバコンドルは藤岡弘が降板した後に登場した怪人であるため、デザインを担当した竹谷隆之は「藤岡とゲバコンドルを戦わせてあげたい」という考えからモチーフに用いた[100]。

#### ヤモゲラス
第12話・第13話に登場。ショッカーの幹部。
ヤモリをモチーフとする改造人間。物理学者の白川光学研究所の白川保博士が開発した殺人光線デンジャーライトを奪うため、白川の助手でショッカーの協力者であった柴田が改造された。
口から人間を繭状に固める泡を吐く。手足の吸盤で壁を登ったり天井にはりつくことも可能である。
戦闘員による白川博士の誘拐に失敗すると、白川邸に忍び込んで白川の妹マチ子を誘拐し、マチ子のロケットペンダントに隠されていた設計図からデンジャーライトを完成させ、悪用する。次なる段階として飛行機をデンジャーライトで破壊する計画を実行するため、マチ子を人質に白川に大型デンジャーライトを造らせる。アジトを探りに来た緑川ルリ子を襲うが、加勢に現れた仮面ライダーに妨げられる。仮面ライダーを泡で固めて大型デンジャーライトの実験台にしようとするが、ルリ子に妨害され、白川が放ったデンジャーライトによって炎上して消滅する。
第13話では、トカゲロンに率いられた再生怪人軍団の1体として登場。
映画『仮面ライダー対ショッカー』では、死神博士に率いられた再生怪人軍団の1体として登場。地獄谷で珠美と方程式の交換を行う死神博士を援護すべく出現するが、大道寺に変装した本郷が死神博士を拘束した際、命と引き換えにした死神博士の命令で全員戦うことなく撤退する。
第2・第3クールのオープニング映像にも登場している。
- 演（柴田） - 藤沢陽二郎[24][104]
- 声 - 水島晋（ノンクレジット）[出典 54][注釈 29]
- スーツアクター - 佐野房信[出典 55]
- 当初の決定稿では「ヤモリ男」という名称であったが、藤岡の降板後に書き直された新決定稿では名称が「ヤモラー」に改められた[出典 56]。藤岡降板後に執筆された第11話のゲバコンドルとともに「◯◯男」というネーミングパターンから脱却を図っていたものとされる[111]。
- 映画『ゴーゴー仮面ライダー』の宣伝素材として、ベルトをつけていない状態のスチールが存在する[58]。
- ただのボクサーに負けそうになったことや仮面ライダー以外の人物に倒されたことなどから、弱い怪人として挙げられることがある[出典 57]。脚本ではライダーキックで倒されるという展開であった[101]。
- その他の作品に登場するヤモゲラス
  - 漫画『新 仮面ライダーSPIRITS』の過去編では、死神博士の命令で、第13話の時点で一文字隼人の捕獲をおこなっていたことが明かされる。
  - ゲーム『スーパー特撮大戦2001』では、デンジャーライトを持った戦闘員が登場。ヤモゲラスも登場するが、デンジャーライトを持った白川博士に倒されてしまう。

#### トカゲロン
第13話に登場。
毒トカゲをモチーフとする改造人間。東洋原子力研究所のバーリヤを破壊するため、再生怪人軍団の蜘蛛男と死神カメレオンによって拉致されたプロサッカー選手の野本健が改造された。
野本の脚力を活かし、重さ5キログラムのバーリヤ破壊ボールをも蹴り飛ばせる必殺シュートを行う。頑丈な体を持ち、ライダーキックでも大ダメージを受けない。洋館にアジトを構え、野本の姿で館の主を名乗る。
バーリヤ破壊の計画を進める一方、アジトを探りに来た滝和也と緑川ルリ子の抹殺をもくろみ、加勢に現れた仮面ライダーを必殺シュートで撃退する。その後、バーリヤ破壊を実行しようとするが再び現れた仮面ライダーに阻まれたうえ、再生怪人軍団を戦わせるが返り討ちに遭い、仮面ライダーもろともバーリヤを破壊するためバーリヤ破壊ボールを放つが電光ライダーキックで蹴り返され、再生怪人軍団もろとも爆死する。
映画『仮面ライダー対ショッカー』では、予告編にのみ登場。
第2・第3クールのオープニング・エンディング映像にも登場している。
- 演（野本健）・声 - 堀田真三[出典 64]
- スーツアクター - 大杉雄太郎[出典 65]
- 脚本のト書きでは、「トカゲ男」と書かれており、セリフ上では毒トカゲ男とも書かれていた[118]。
- デザインは他のショッカー怪人と異なりベルトやブーツをつけず、尾が生えているなど怪獣を意識したものとなっている[出典 66]。これは『仮面ライダー』の関東での視聴率が振るわなかったことから、当時人気を博していた『帰ってきたウルトラマン』や『宇宙猿人ゴリ』などを意識したためである[114]。ブーツを履かないデザインは2クール目の怪人にも継承されている[120]。映像でもクローズアップの多用や重量感のある動作などにより、巨大感を演出することが試みられている[114]。
- 最後の爆発シーンはミニチュアで表現された[121]。
- 映画『仮面ライダー×仮面ライダー フォーゼ&オーズ MOVIE大戦MEGA MAX』に登場するミュータミットのサドンダスのカラーリングはトカゲロンを意識したものとなっている[122]。
- その他の作品に登場するトカゲロン
  - 漫画『仮面ライダーSD マイティライダーズ』では、クライシスのコンピューターが選んだ怪人として、ジャーク将軍の命令で恐竜のいる時代へ送られる。
  - ゲーム『ザ・グレイトバトルIII』では、リザードマンのような姿で登場。
  - スーパーファミコン用ソフト『仮面ライダー』では、第1ステージのステージボスとして登場。他のステージボスは狼男、ガラガランダ、イカデビル、ヒルカメレオンといったショッカーやゲルショッカーの大幹部の怪人態から選出されている。ラストステージでは、復活して細胞超活性化装置によりデスバンイーターに吸収される。

### 2号編
『仮面ライダー』第14話から第52話に登場した怪人。
個別項目
- 狼男（ゾル大佐） - 第39話に登場。
- 実験用狼男 - 第39話に登場。

一覧記事

- サボテグロン
- ピラザウルス
  - 実験用ピラザウルス

- ヒトデンジャー
- カニバブラー
- ドクガンダー
  - ドクガンダー（幼虫）
  - ドクガンダー（成虫）

- アマゾニア
- ムササビードル
- キノコモルグ
- 地獄サンダー
- ムカデラス
  - ジュニアショッカー

- モグラング
  - モグラ人間

- クラゲダール
  - 電気人間

- ザンブロンゾ
- アリガバリ
- ドクダリアン
- アルマジロング
- ガマギラー
- アリキメデス
- エジプタス
- トリカブト
- エイキング
- スノーマン
- ゴースター
- ハエ男
- プラノドン
- カビビンガ
- ナメクジラ
- ベアーコンガー
- トドギラー
- ヒルゲリラ
  - 奴隷人間

- イソギンチャック
- カメストーン
- ユニコルノス
- ギルガラス

### 新1号編
『仮面ライダー』第53話から第79話に初登場した怪人。
個別項目
- イカデビル（死神博士） - 第68話に登場。
- シオマネキング - 第72話に登場。
- ガラガランダ（地獄大使） - 第79話に登場。

一覧記事

- ジャガーマン
- 海蛇男
- ゴキブリ男
- ギリーラ
- ドクモンド
- 毒トカゲ男
- ミミズ男
- フクロウ男
- ナマズギラー
- ハリネズラス
- サイギャング
- セミミンガ
- カブトロング
  - ショッカースクール生徒

- ギリザメス
- ギラーコオロギ
- エレキボタル
- アブゴメス
- モスキラス
- シラキュラス
  - 吸血人間

- バラランガ
- シードラゴン
  - シードラゴンI世
  - シードラゴンII世
  - シードラゴンIII世

- イモリゲス
- ウニドグマ

### 劇場版
『仮面ライダー』の劇場版作品で初登場した怪人。
- ザンジオー - 『仮面ライダー対ショッカー』に登場。
- カミキリキッド - 『仮面ライダー対じごく大使』に登場。